# Teste de Binet-Simon

## Teste de Binet-Simon
Inventado pelos psicólogos Alfred Binet – pupilo de Jean Charcot – e Théodore Simon, em 1905, o Teste de Binet-Simon foi o primeiro de inúmeros testes que visava medir a inteligência de crianças. Foi encomendado pelo governo francês, cujo objetivo era discernir as crianças mais desenvolvidas mentalmente das menos desenvolvidas, criando salas separadas e programas de educação para atender suas dificuldades, além de diminuir a quantidade de alunos repetentes.

### Diferenças com relação ao teste de McKeen Cattell
Diferentemente do teste de Binet, o qual mensurava os processos mentais de maneira direta e global, o de Cattell media o reflexo e a velocidade de percepção dos estímulos sensoriais pelos órgãos responsáveis. Foi duramente criticado e teve sua teoria derrubada por Clark Wissler, com a afirmação de que estas medidas eram desprezíveis. O teste de James McKeen Cattell teve ampla divulgação nos Estados Unidos, causando mudanças no projeto educacional do país e estimulando um movimento de medição psicológica. 

### Características do teste
Em sua primeira versão, as crianças eram submetidas a realizar tarefas relacionadas a atividades cotidianas. A dificuldade crescia a cada exercício, envolvendo competências como memória e atenção. Na segunda versão, lançada em 1908, os alunos eram requisitados a cumprir as tarefas até não saberem como resolver o exercício. Assim, com base no nível de dificuldade deste, seria calculada a idade mental do indivíduo da seguinte forma:
idade cronológica (ic) - idade mental (im) = nível geral de inteligência
Os resultados foram divididos em:
→ nível geral igual a 0 ou 1: continuava em sua respectiva classe
→ maior ou igual a 2: realocação para turmas especiais
→ negativo (-1, -2): seria mantida em sua classe, pois o objetivo do governo francês era o remanejamento de crianças com problemas de aprendizado, não as consideradas habilidosas.
Na terceira e última versão lançada por Binet, em 1911, a quantidade de exercícios do teste foi aumentada para 54, separados em grupos de 5. 
No ano seguinte, William Stern, psicólogo alemão, sugeriu que os números correspondentes à idade mental e cronológicas fossem multiplicados por 100, dando origem ao cálculo do quociente de Inteligência (QI).
O teste foi amplamente aplicado nos Estados Unidos por Henry Goddard. Usou-o para separar e classificar indivíduos adultos como débeis mentais (idade mental de 8-12 anos), imbecis (de 3-7 anos) e idiotas (menos de três anos). A intenção de Goddard era eliminar os classificados como débeis, adotando medidas como a proibição da entrada destes no país, além de criar programas que impedissem a reprodução de indivíduos com essa classificação. 
Em 1916, o psicólogo americano Lewis Terman realizou grandes mudanças no teste de Binet-Simon: aumentou a quantidade de exercícios para 90, alterou a 
faixa etária de aplicação do teste (de 2-18 anos), dentre outras. Estas alterações foram aceitas, e esta nova escala foi nomeada Stanford-Binet.

### A união de Goddard, Yerkes e Terman
Juntamente com o psicólogo americano Robert Yerkes, Henry Goddard e Lewis Terman criaram o teste Alfa do Exército em 1917, com o objetivo de separar os soldados americanos pela função que possivelmente melhor desempenhariam na Guerra. O teste possuía diversos problemas, dentre os quais:
→ O tempo era curto,
→ Era executado em muitos indivíduos que tinham pouco ou nenhum contato com o inglês e a cultura do país,
→ Os resultados eram manipulados, para beneficiar quem se encaixasse melhor nos padrões desejados.
Baseando-se nos resultados eugenistas obtidos por este teste, promulgou-se uma lei que visava dificultar a entrada dos imigrantes (considerados débeis, ou seja, indesejados no país), batizada de Restriction Act.
Apesar das controvérsias, o teste Alfa foi o mais aprovado na história dos testes psicológicos.